# Horserød
Horserød er en bebyggelse i Hornbæk Sogn i Helsingør Kommune. Den nævnes for første gang i 1178 i Esrum Klosters brevbog, men byen kan godt være ældre. I 1681 bestod Horserød af otte gårde og tre fæstehuse. I 1917 blev Horserødlejren opført med det formål at huse russiske krigsfanger fra 1. verdenskrig. Siden 1946 har Horserødlejren fungeret som statsfængsel.